# Regiunea Hunedoara

Regiunea Hunedoara în cadrul împărţirii administrative a României 1950-1952

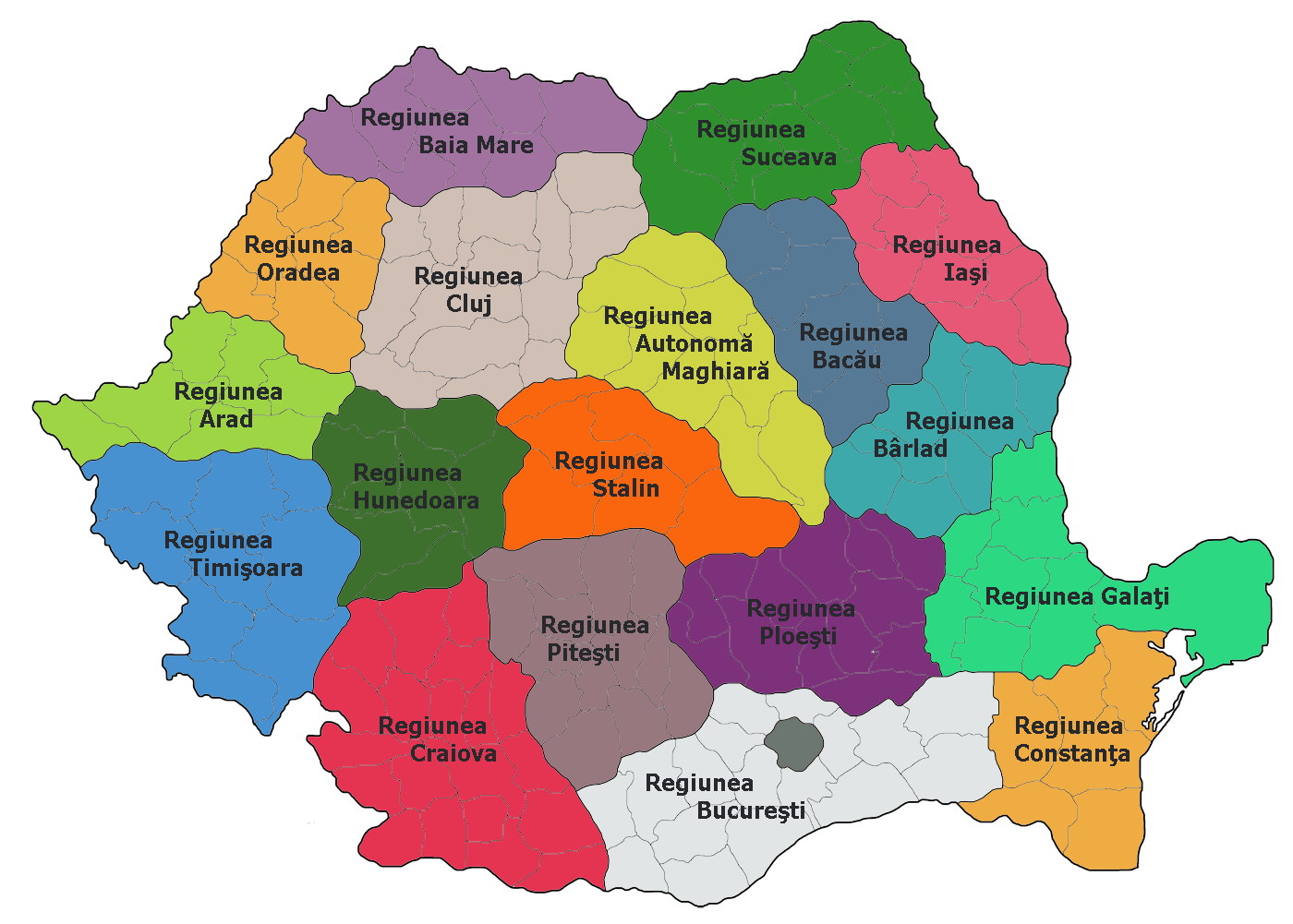
Regiunea Hunedoara în cadrul împărţirii administrative a României (1953)

Regiunea Hunedoara în cadrul României

Regiunea Hunedoara a fost o diviziune administrativ-teritorială situată în zona de centru-vest a Republicii Populare Române, înființată în anul 1950, când au fost desființate județele (prin Legea nr.5/6 septembrie 1950). Ea a existat până în anul 1968, atunci când regiunile au fost desființate.

## Istoric
Reședința regiunii a fost la Deva, iar teritoriul său cuprindea o suprafață similară cu cea a actualelor județe Alba și Hunedoara. 

## Vecinii regiunii Hunedoara
Regiunea Hunedoara se învecina:
- 1950-1952: la est cu regiunile Mureș și Sibiu, la sud cu regiunile Vâlcea și Gorj, la vest cu regiunile Severin, Timișoara și Arad, iar la nord cu regiunea Cluj.
- 1952-1960: la est cu regiunea Stalin, la sud cu regiunile Pitești și Craiova, la vest cu regiunile  Timișoara și Arad, iar la nord cu regiunea Cluj.
- 1960-1968: la est cu regiunile Brașov și Argeș, la sud cu regiunea Oltenia, la vest cu regiunea Banat, iar la nord cu regiunile Crișana și Cluj.

## Raioanele regiunii Hunedoara
Regiunea Hunedoara cuprindea următoarele raioane: 
- 1950-1952: Alba Iulia, Brad, Deva, Hațeg, Hunedoara, Orăștie, Petroșani
- 1952-1960: Alba Iulia, Brad, Deva, Hațeg, Hunedoara, Orăștie, Petroșani, Sebeș
- 1960-1968: Alba Iulia, Brad, Deva, Hațeg, Hunedoara, Ilia, Orăștie, Petroșani, Sebeș